# Galerie van schoonheden

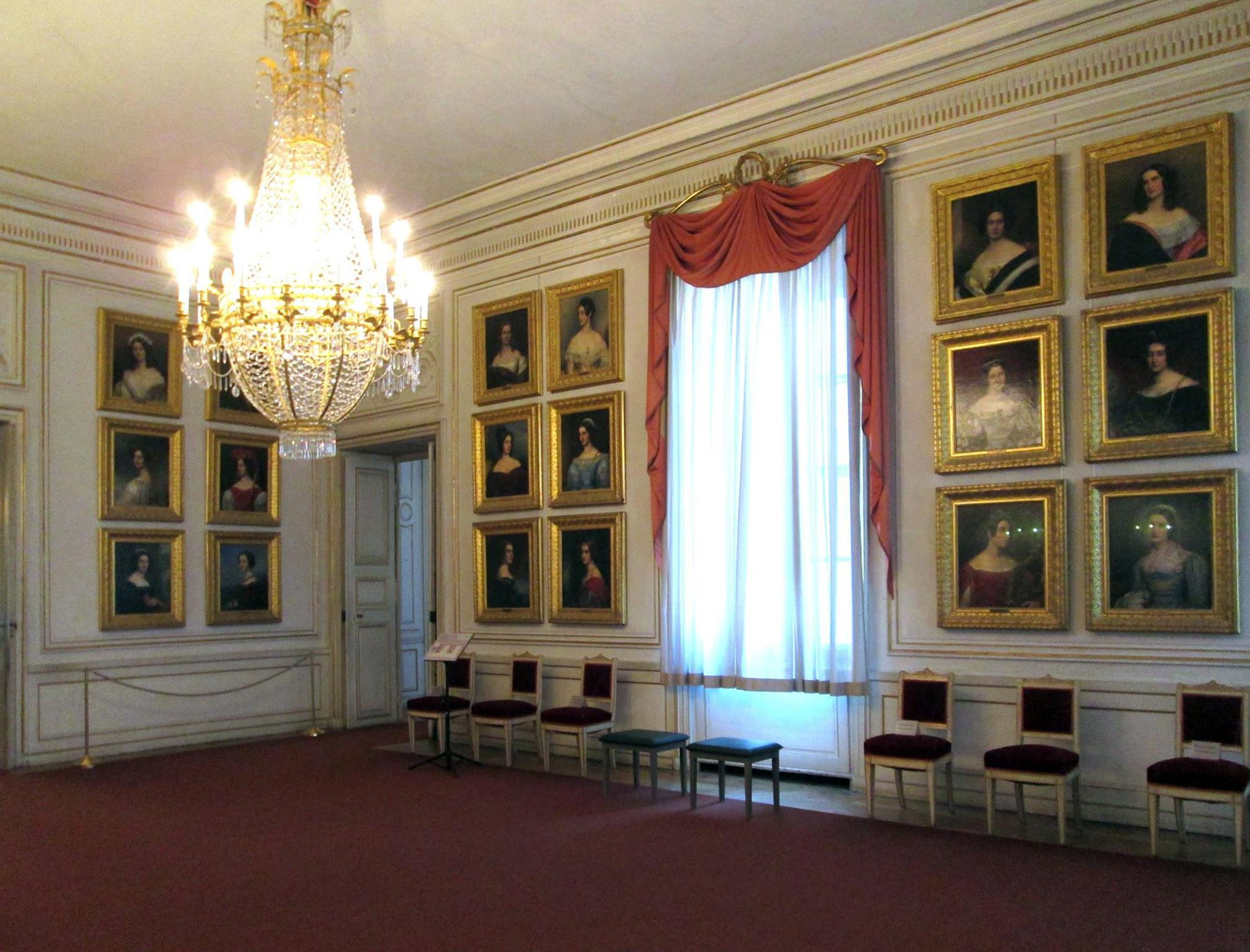
Een deel van de galerie van schoonheden in slot Nymphenburg

De galerie van schoonheden (Duits Schönheitengalerie) is een verzameling van 36 portretten "schone" Beierse dames. De portretten werden tussen 1827 tot 1863 geschilderd in opdracht van koning Lodewijk I van Beieren. Ze bevinden zich nog steeds in diens slot Nymphenburg te München. De meeste werken werden gemaakt door Joseph Karl Stieler, die van 1825 tot aan zijn dood in 1855 Lodewijks hofschilder was. Later maakte Friedrich Dürck nog twee portretten.

## Ontstaan

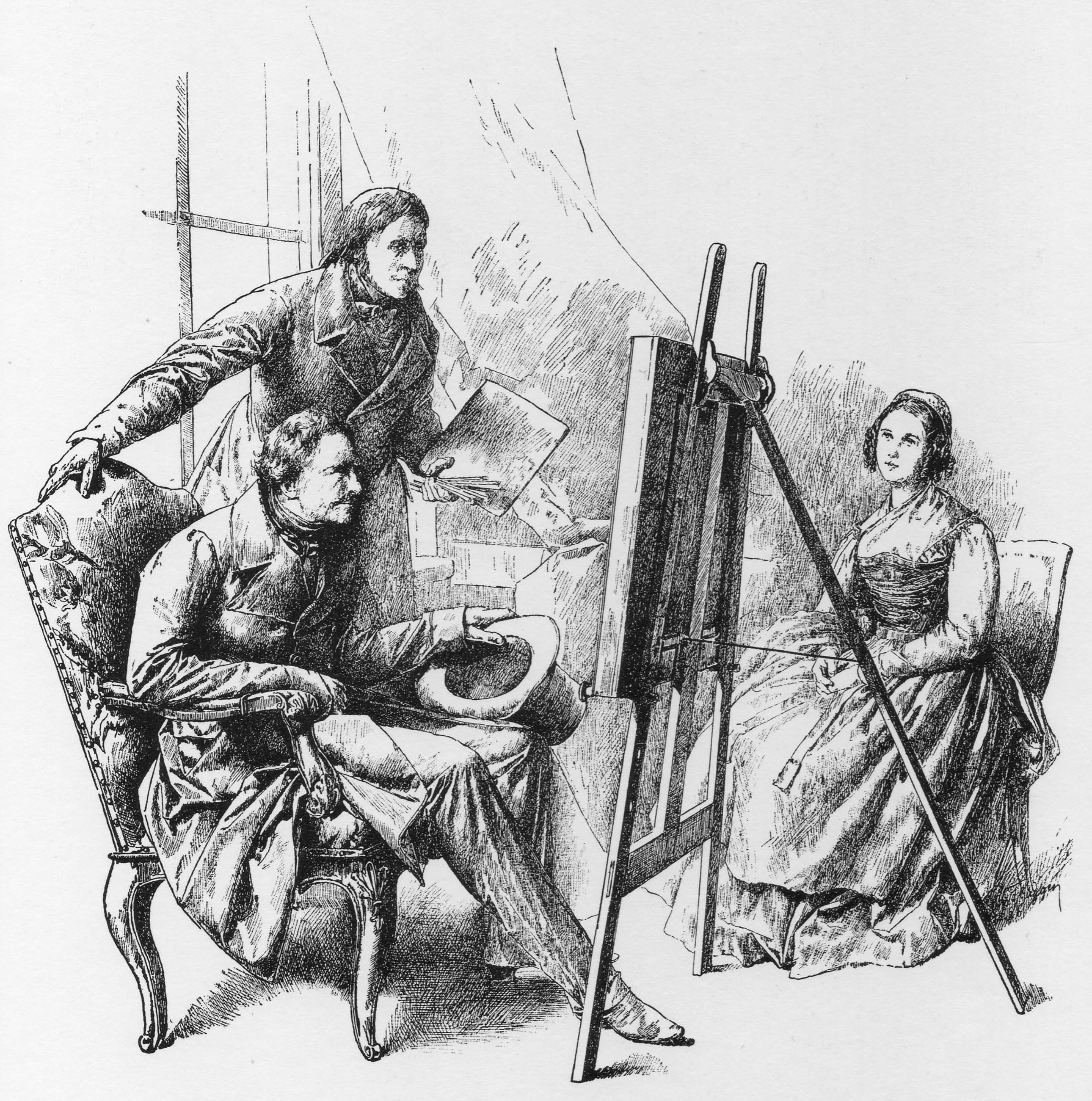
Lodewijk I bezoekt Stieler, die Helene Sedlmayr portretteert. Tekening Joseph Flüggen.

Het idee om een serie van portretten van schone vrouwen bij elkaar te brengen was geen nieuw bedenksel van Lodewijk I, maar kende al eerdere voorbeelden in de kunsthistorie. Zo maakten Peter Lely en Godfrey Kneller reeds in de zeventiende eeuw portretreeksen van mooie dames aan het Engelse hof en ook Italië kende vergelijkbare voorbeelden, onder andere binnen het Huis Gonzaga. De grootste inspiratie vond Lodewijk echter in een verzameling van veertig vrouwenportretten die de Beierse keurvorstin Henriëtte Adelheid van Savoye tussen 1650 en 1675 van haar hofdames liet aanleggen en gedeeltelijk nog steeds te zien is in het Münchense Cuvilliés-Theater.
Een meer concrete aanleiding om te starten met een verzameling vrouwenportretten was een klein privéschandaal, dat ontstond toen Lodewijk in 1817 een portret van zijn maîtresse gravin Rambaldi had laten maken. Het was voor hem reden om te starten met een meer anonieme serie. De eerste ideeën voor zo'n reeks ontstonden, getuige zijn correspondentie, reeds in 1821. Pas in 1826 echter zou hij er opdracht toe geven aan zijn kersverse hofschilder Joseph Karl Stieler. In 1829 werden de eerste tien portretten tentoongesteld, later schilderde hij er nog 24. In 1860, toen Stieler inmiddels overleden was zou Lodewijk nog opdracht tot twee portretten geven aan Stielers leerling Friedrich Dürck (1809-1884). Onder de 36 geportretteerde vrouwen bevonden zich meerdere van Lodewijks maîtresses, waaronder de Ierse danseres Lola Montez, de Engelse Jane Digby en de Italiaanse markiezin Marianna Florenzi. Opvallend voor die tijd is de variëteit aan nationaliteiten. Ook qua sociale status zijn er aanzienlijke verschillen, uiteenlopend van leden van de koninklijke familie zelf tot de schoenmakersdochter Helene Sedlmeier, die wel gold als de mooiste vrouw uit toenmalig München.
De portretten waren lange tijd te zien in de grote feestzaal van slot Nymphenburg, maar nadat deze ruimte tijdens Tweede Wereldoorlog zwaar beschadigd werd, werden ze overgebracht naar de kleine eetzaal in de zuidelijke vleugel, waar ze nog steeds te zien zijn en toegankelijk voor publiek.

## De portretten

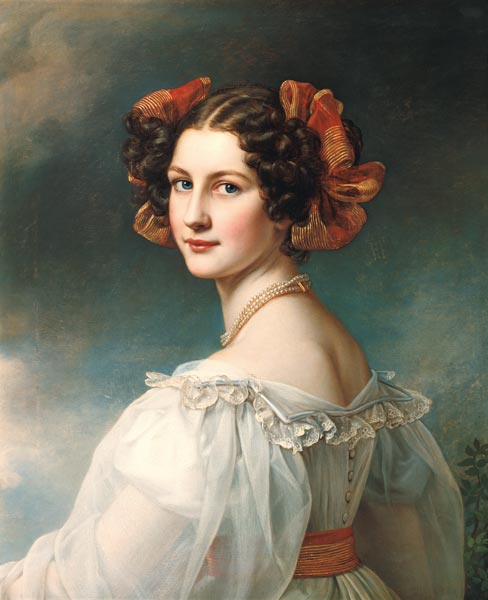
Auguste Strobl, (1807-1871), 1827
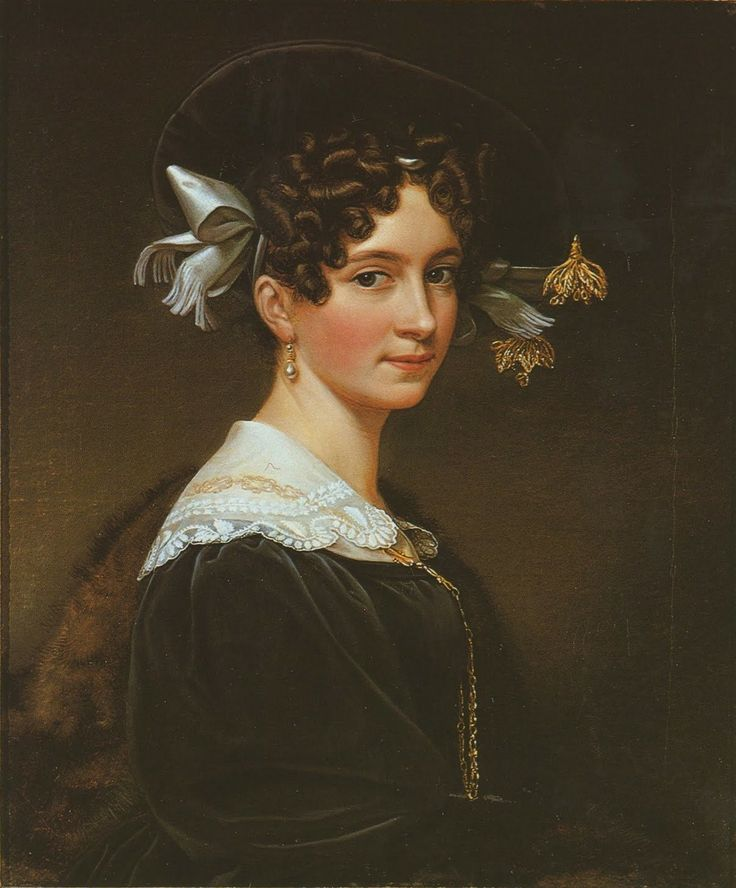
Maximiliane Borzaga (1806-1837), 1827
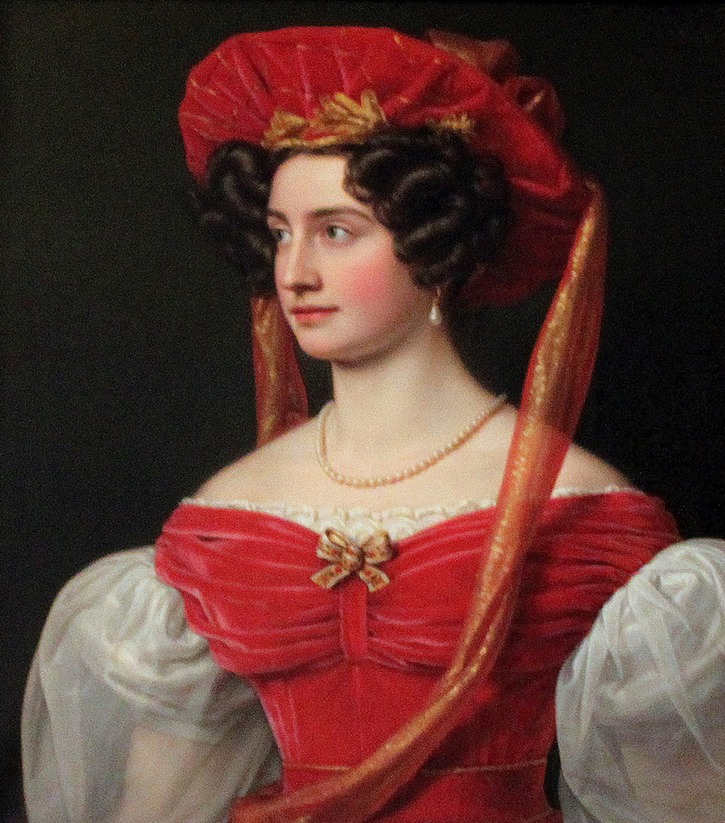
Isabella gravin von Trauffkirchen-Engelberg (1805-1855), 1828
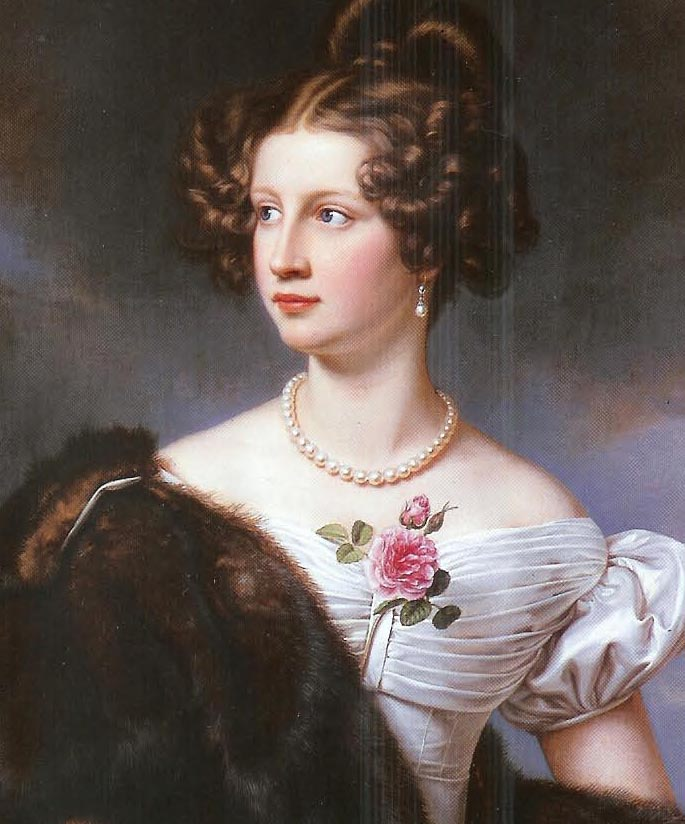
Amalie von Lerchenfeld, baronesse van Krüdener (1808-1888), 1828
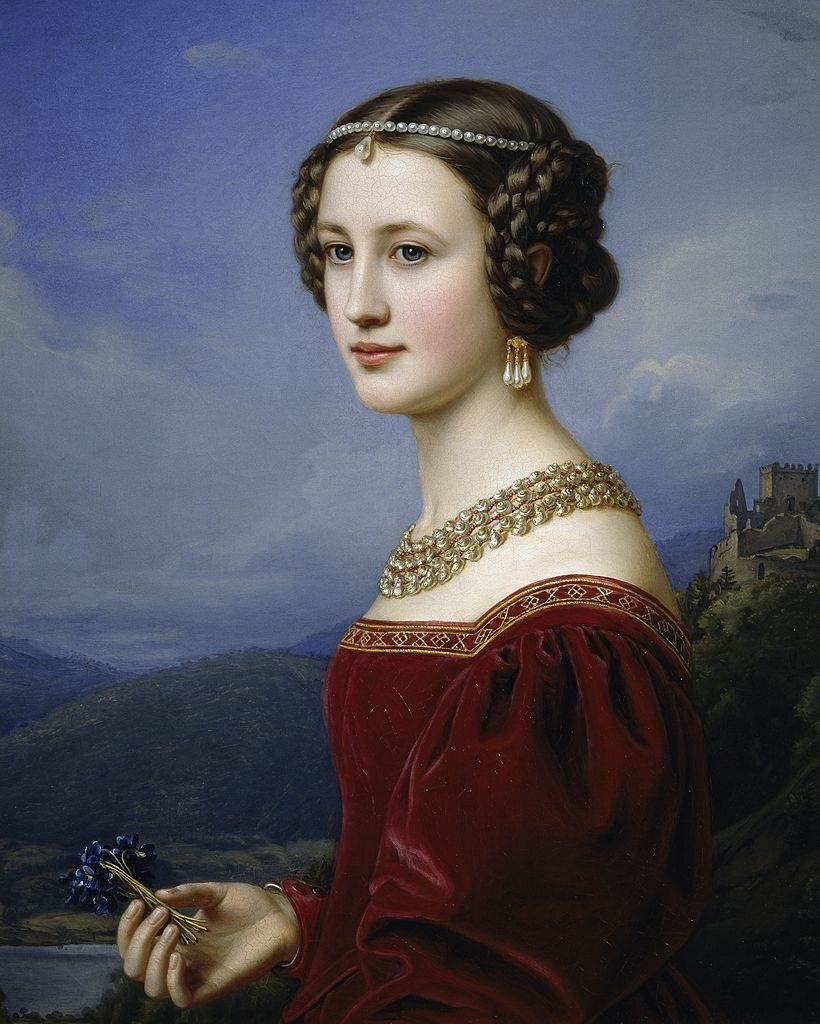
Cornelia Vetterlein (1811-1862, 1828
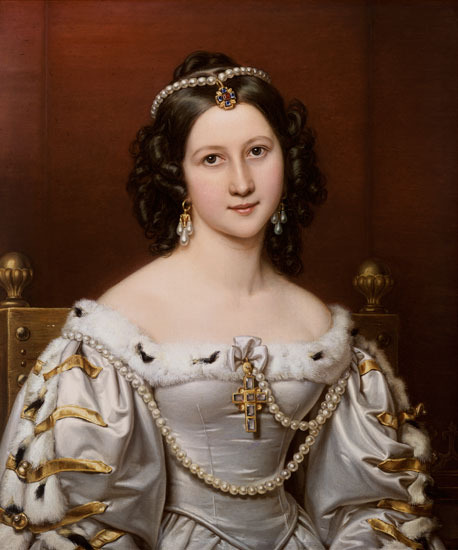
Actrice Charlotte von Hagn (1809-1891), 1828
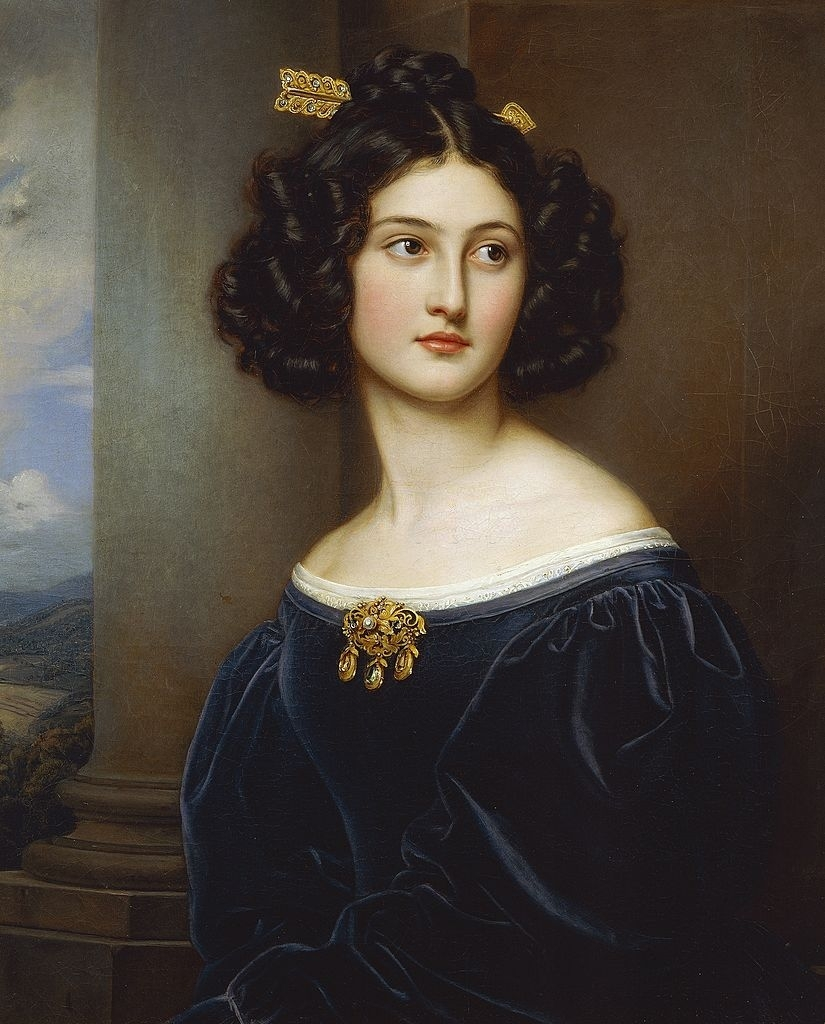
Nanette Kaula (1812-1877), 1829
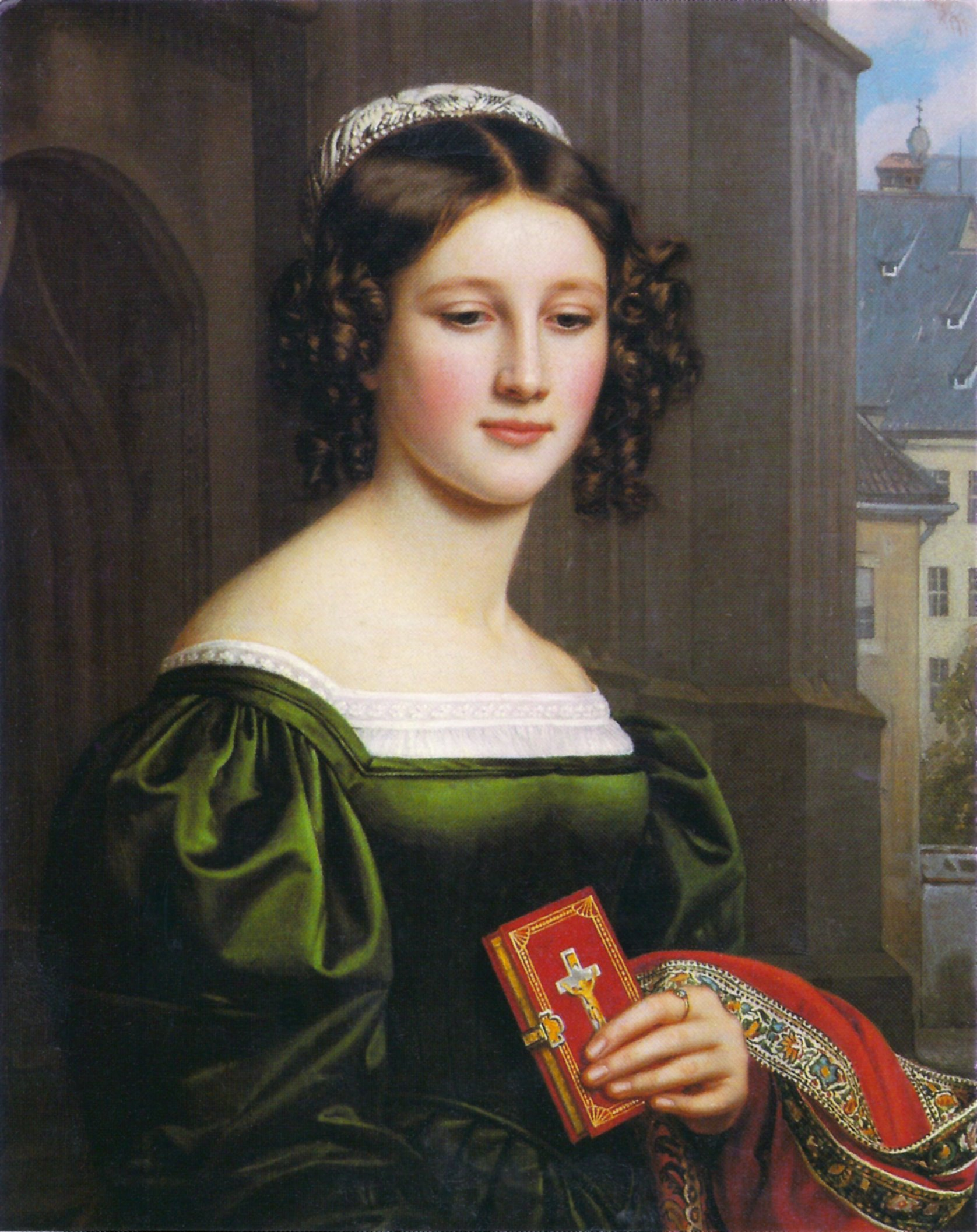
Anna Hillmayer (1812-1847), 1829
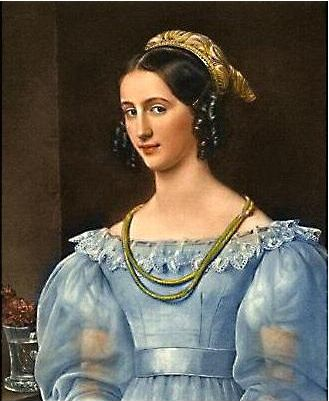
Regina Daxenberger (1811-1872), 1829
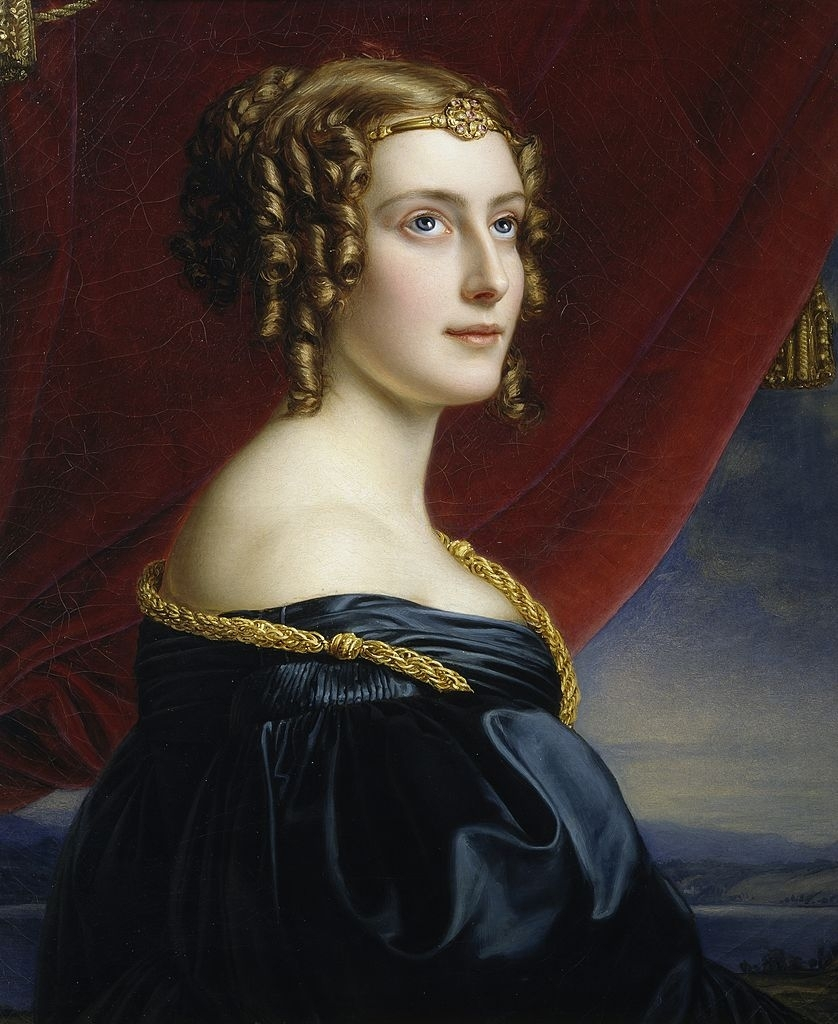
Jane Digby (1807-1881), 1831
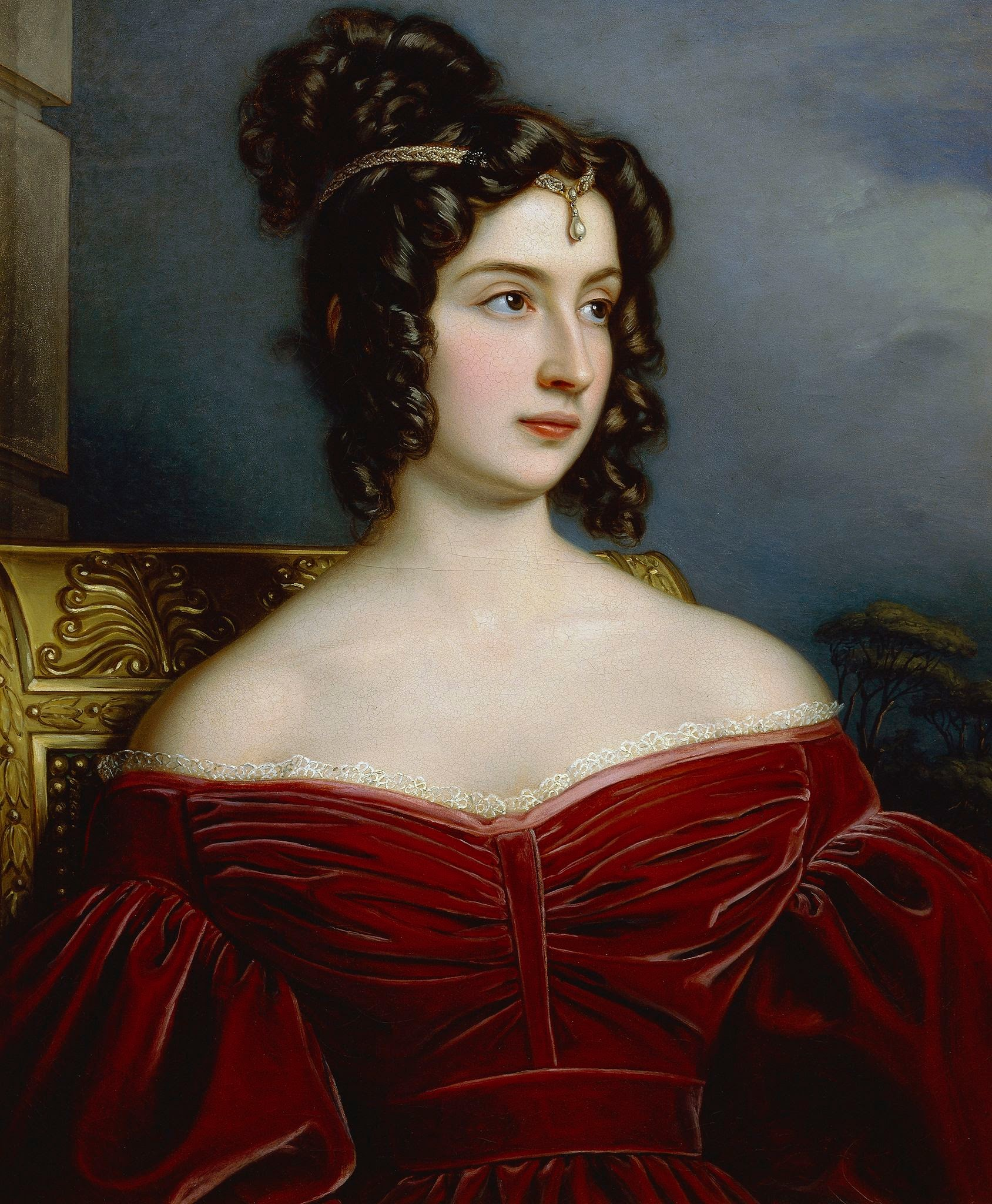
Markiezin Marianna Marquesa Florenzi (1802-1870)
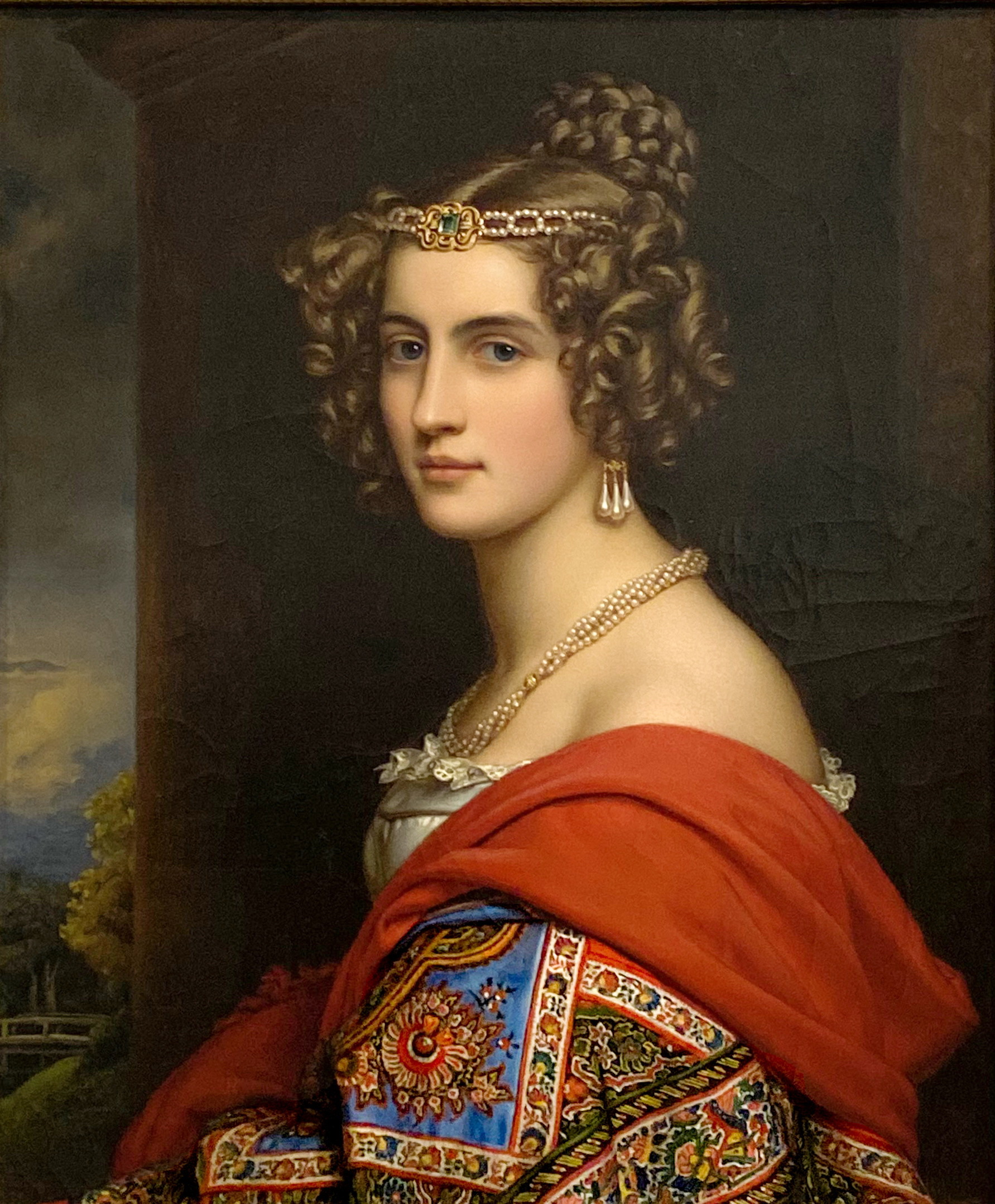
Amalie von Schintling (1812-1831), 1831
Schoenmakersdochter Helene Sedlmayr (1830-1898), 1831
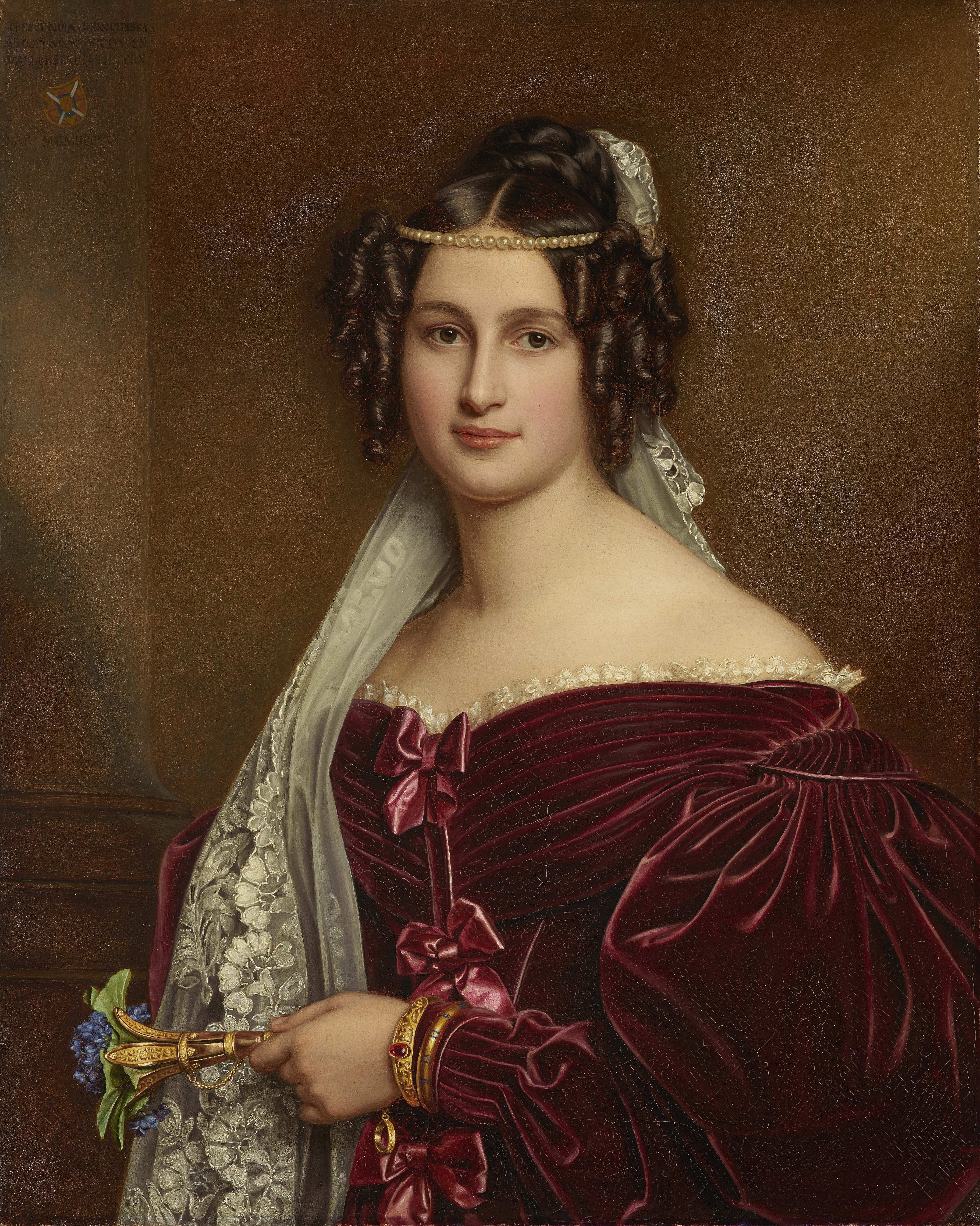
Crescentia Bourgin (1806-1853), 1833
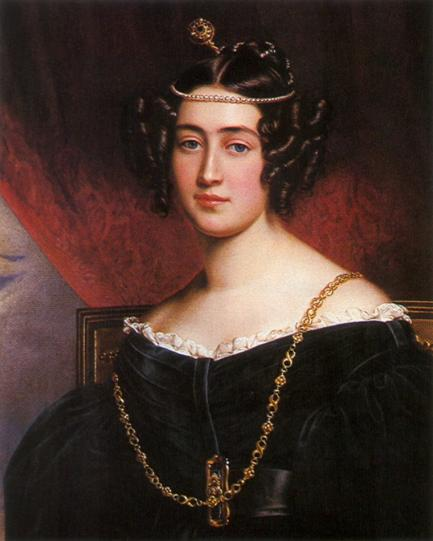
Irène Pallavicini (1811-1877), 1834
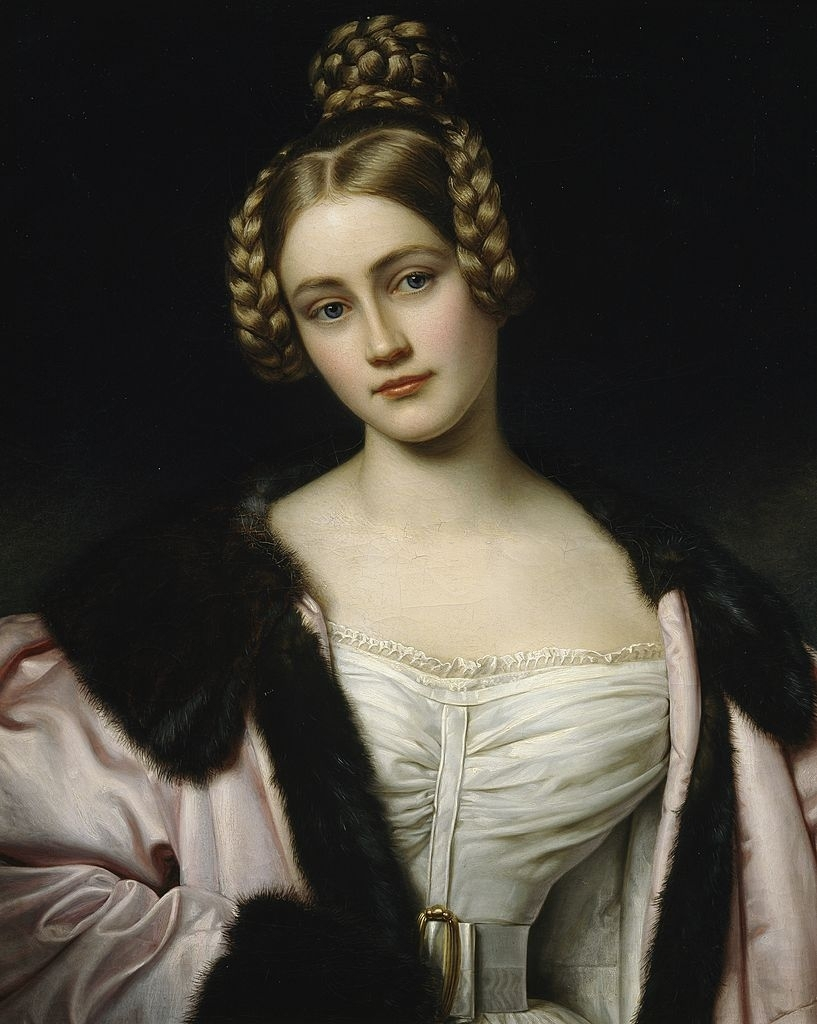
Gravin Caroline von Holnstein, (1815-1859), 1834
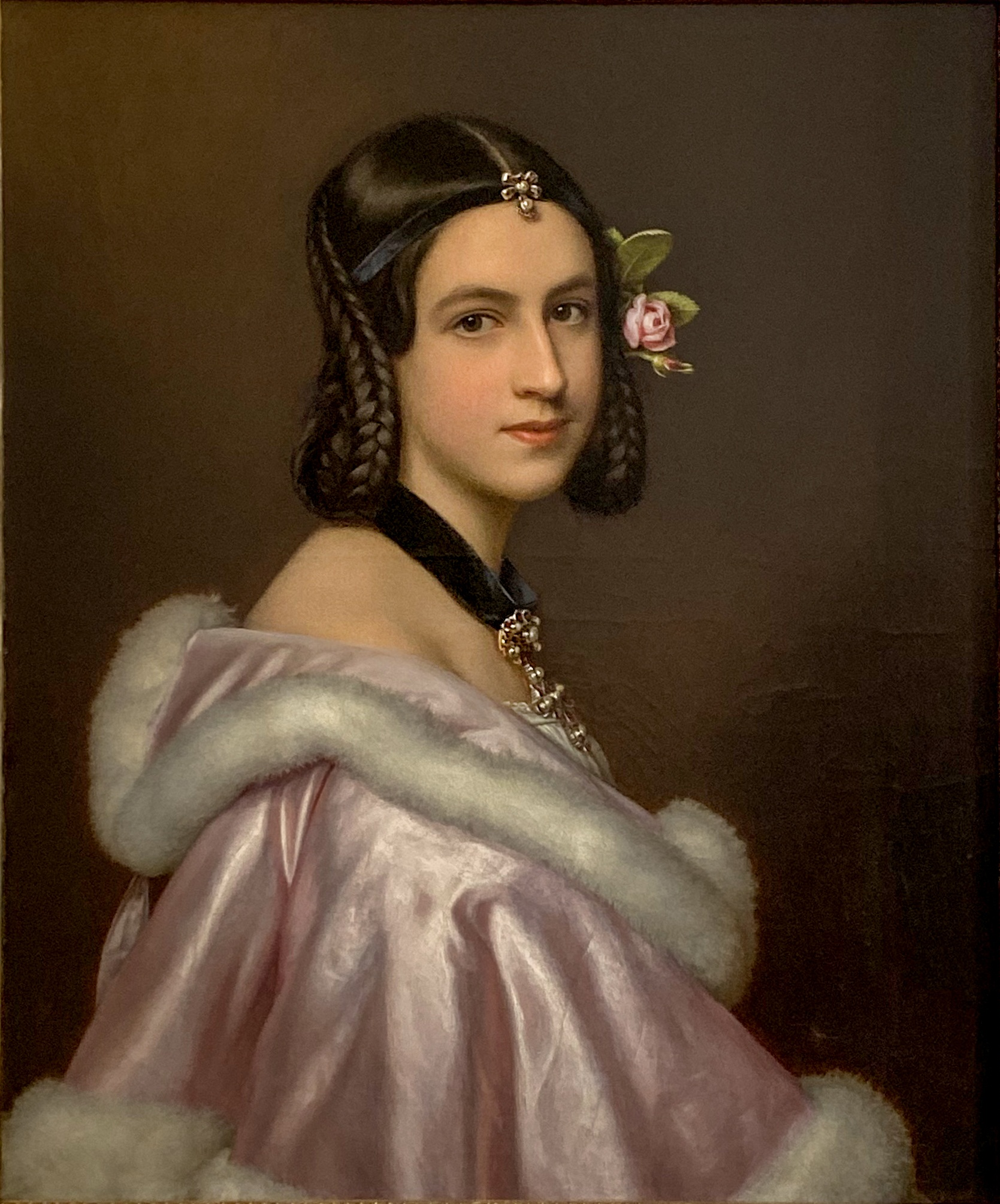
Lady Jane Erskine (1818-1846), 1837
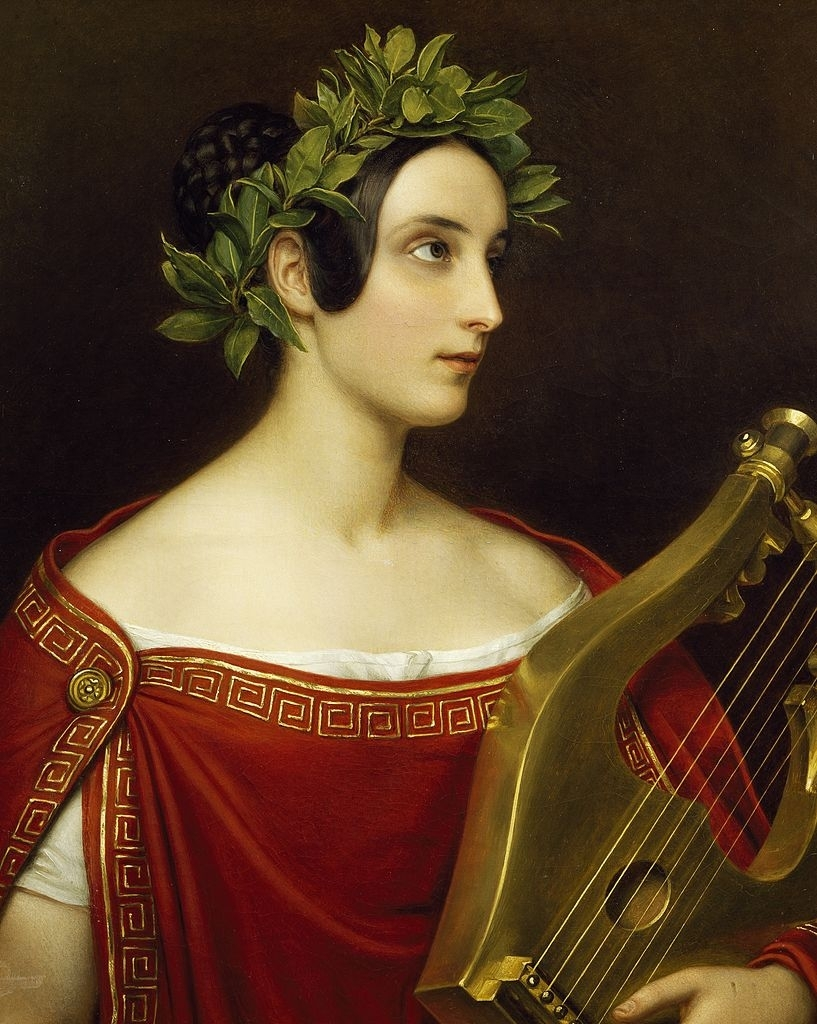
Lady Theresa Spence (1815-?) als Sapho, 1837
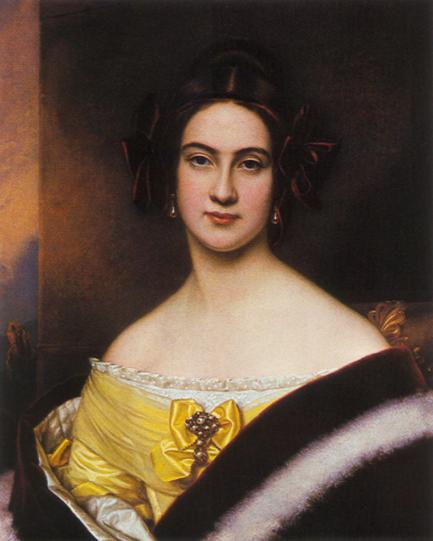
Baronesse Mathilde von Jordan (1807-1857), 1837
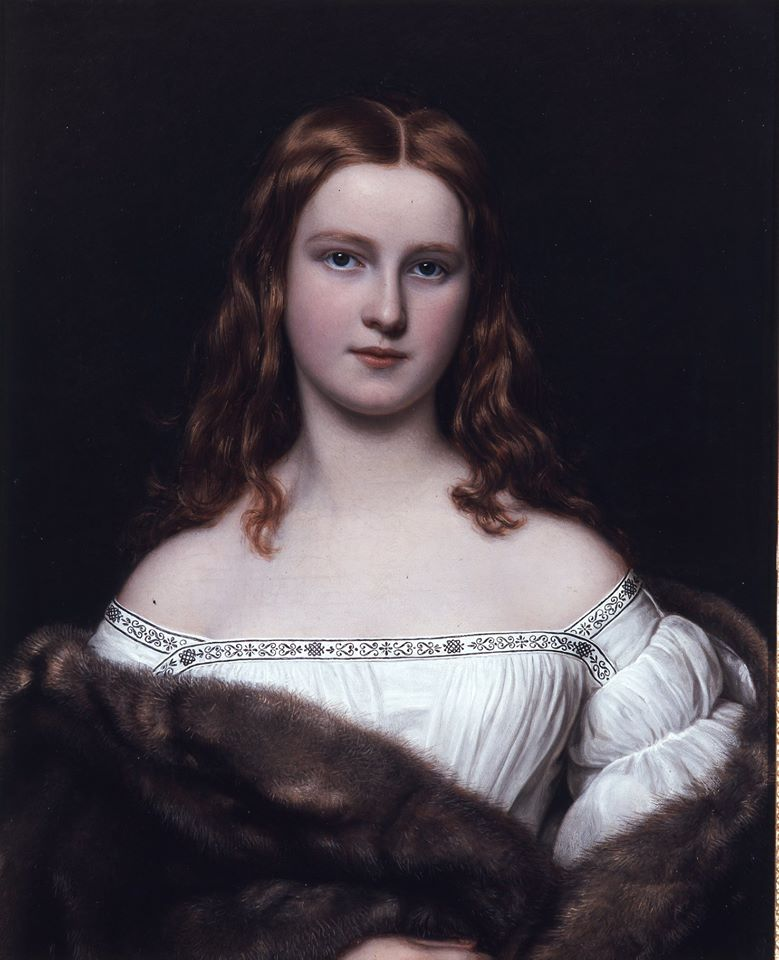
Wilhelmine Sulzer (1815-?), 1838
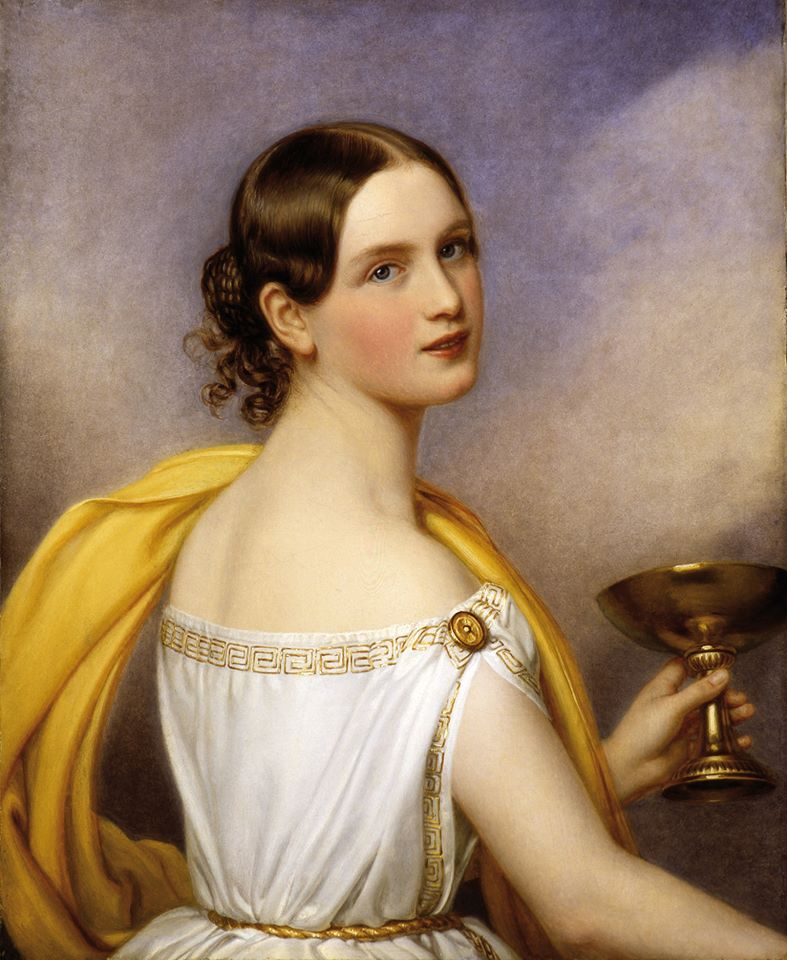
Antonia Wallinger (1823-1893), 1840
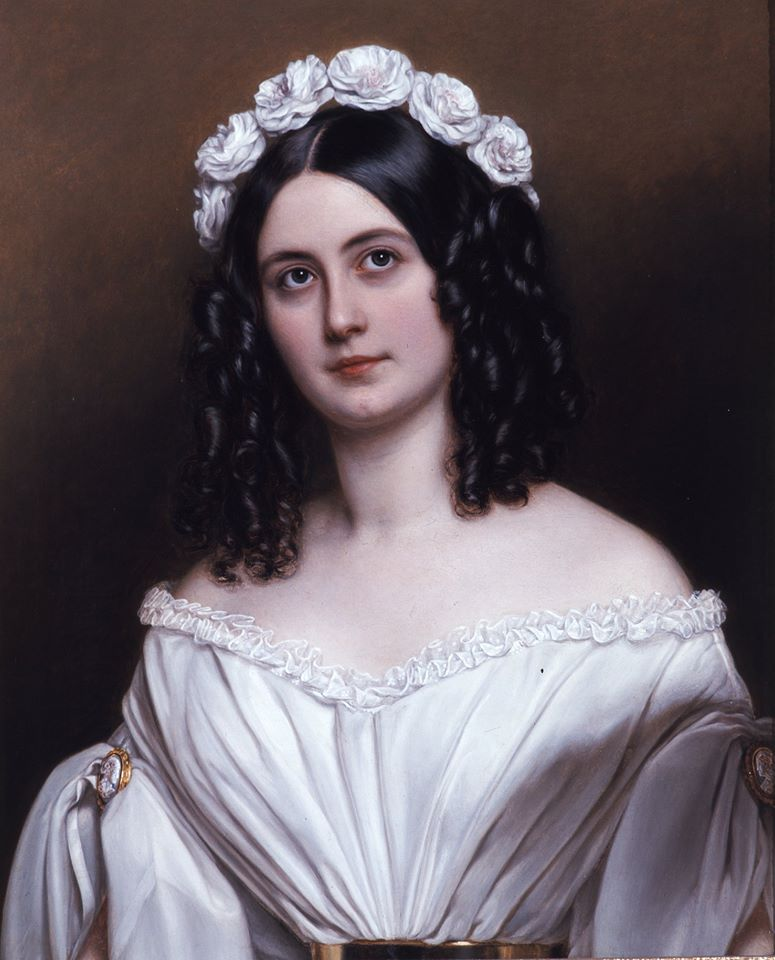
Baronesse Rosalie Julie von Bonar (1814-?), 1840
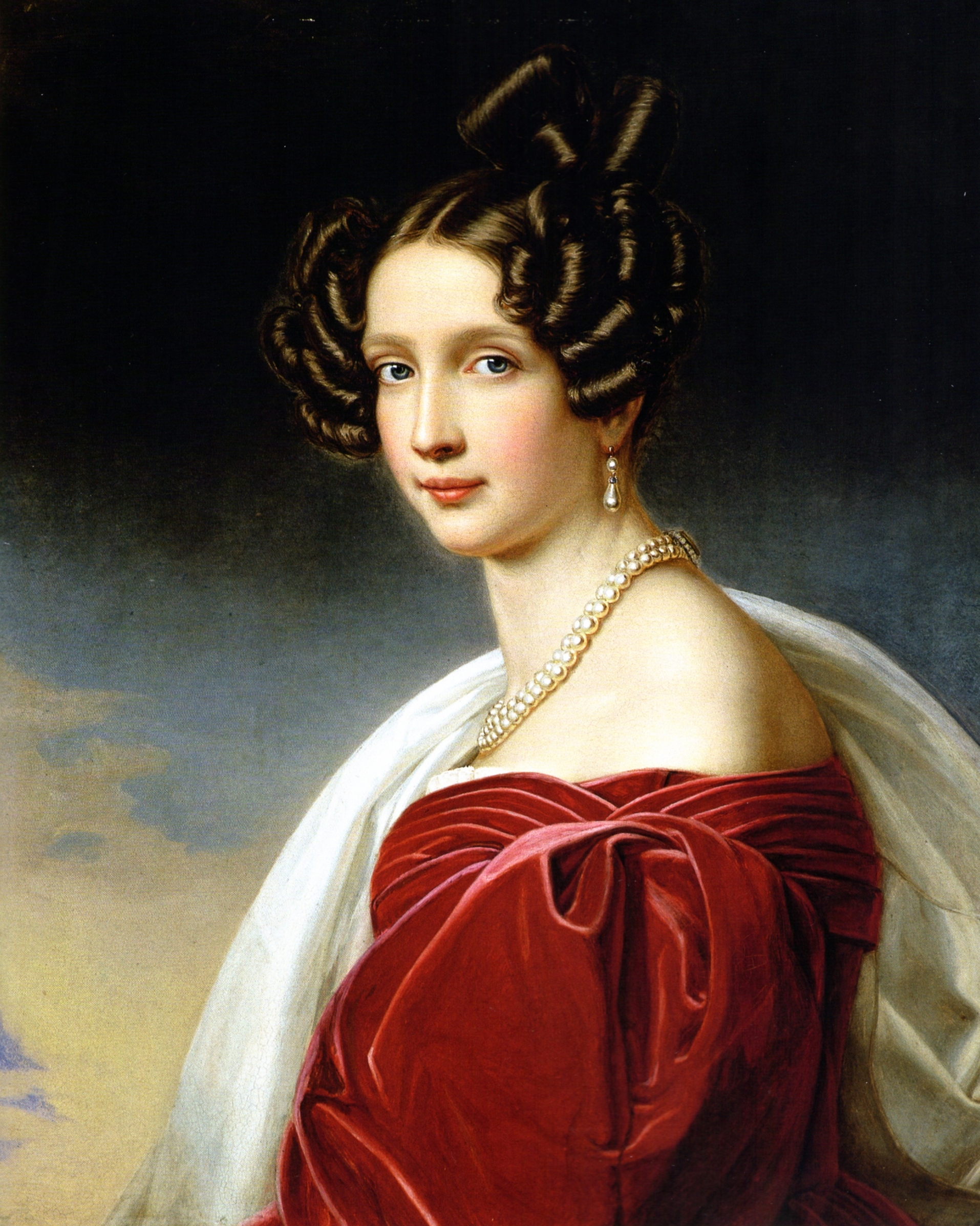
Aartshertogin Sophie van Beieren (1805-1872), 1841
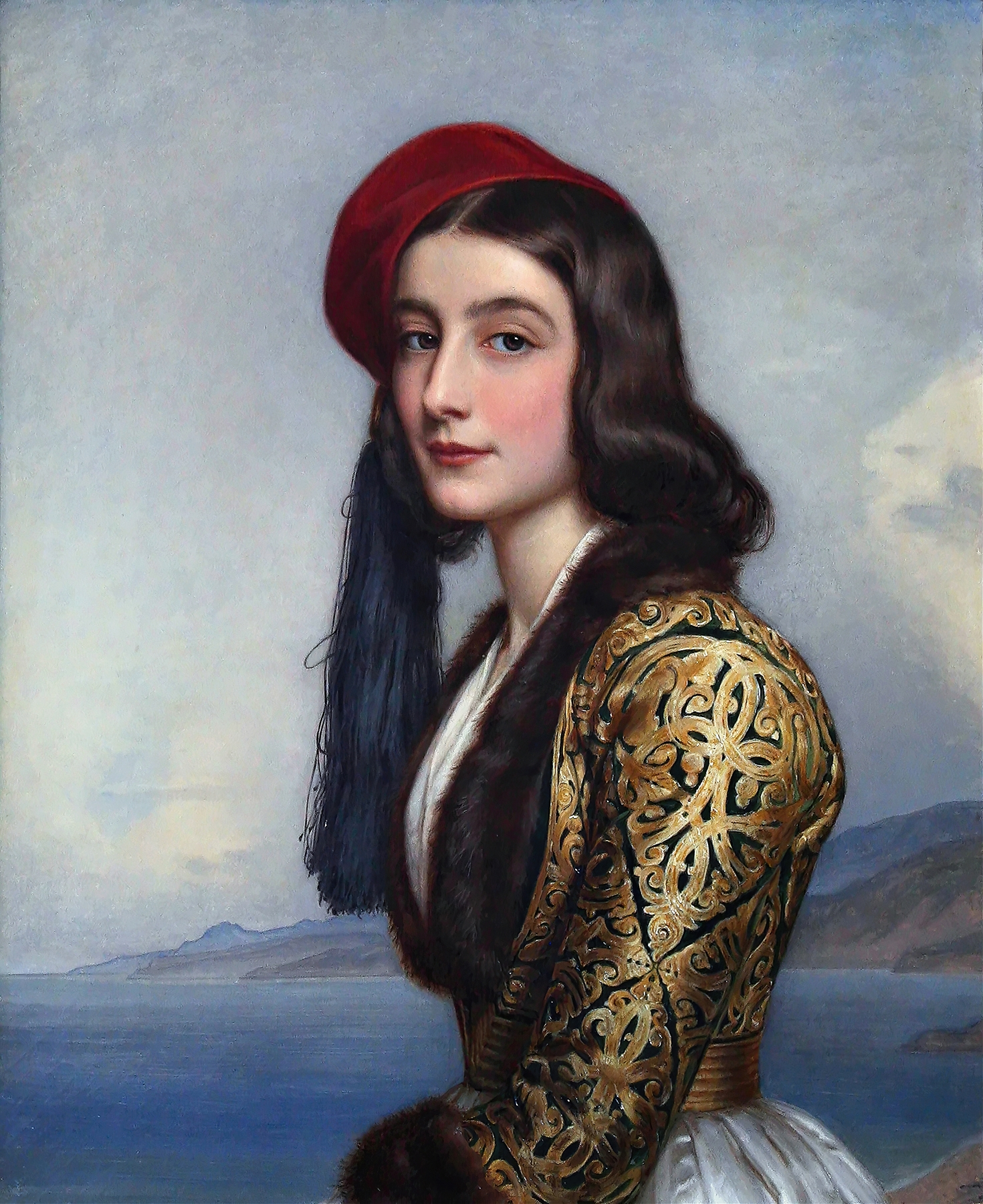
Katherina Botzaris (1820-1872), 1841
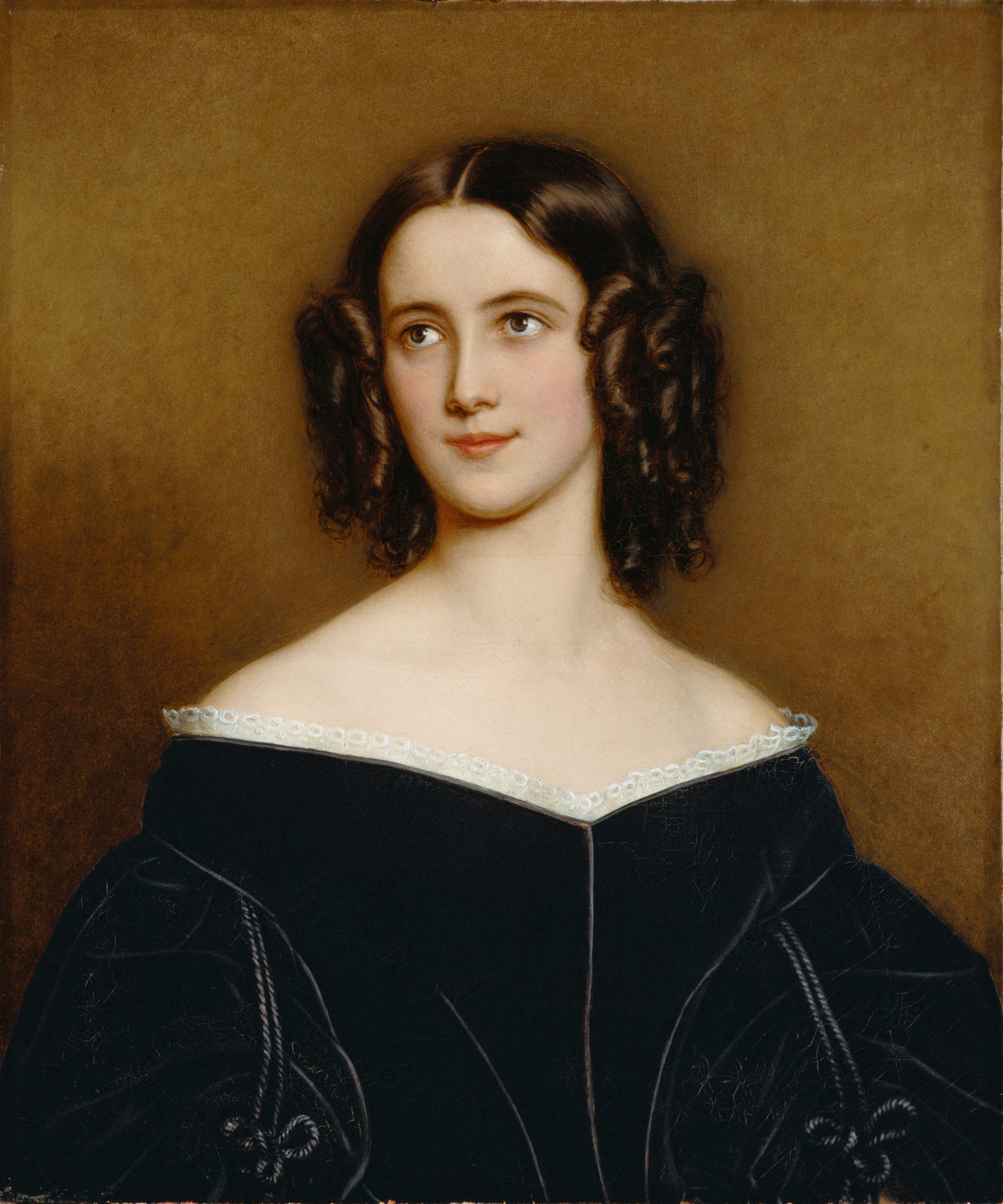
Carolina Lizius (1825-1908), 1842
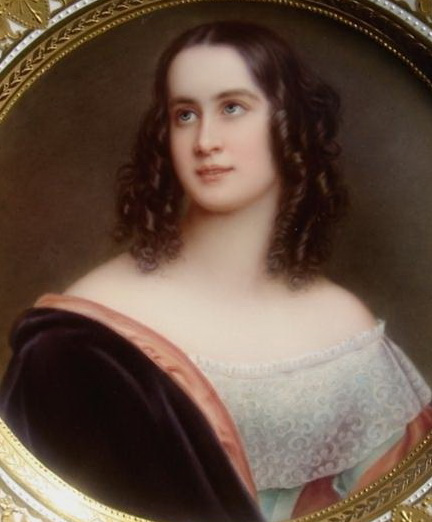
Elise List (1822-1893), 1842
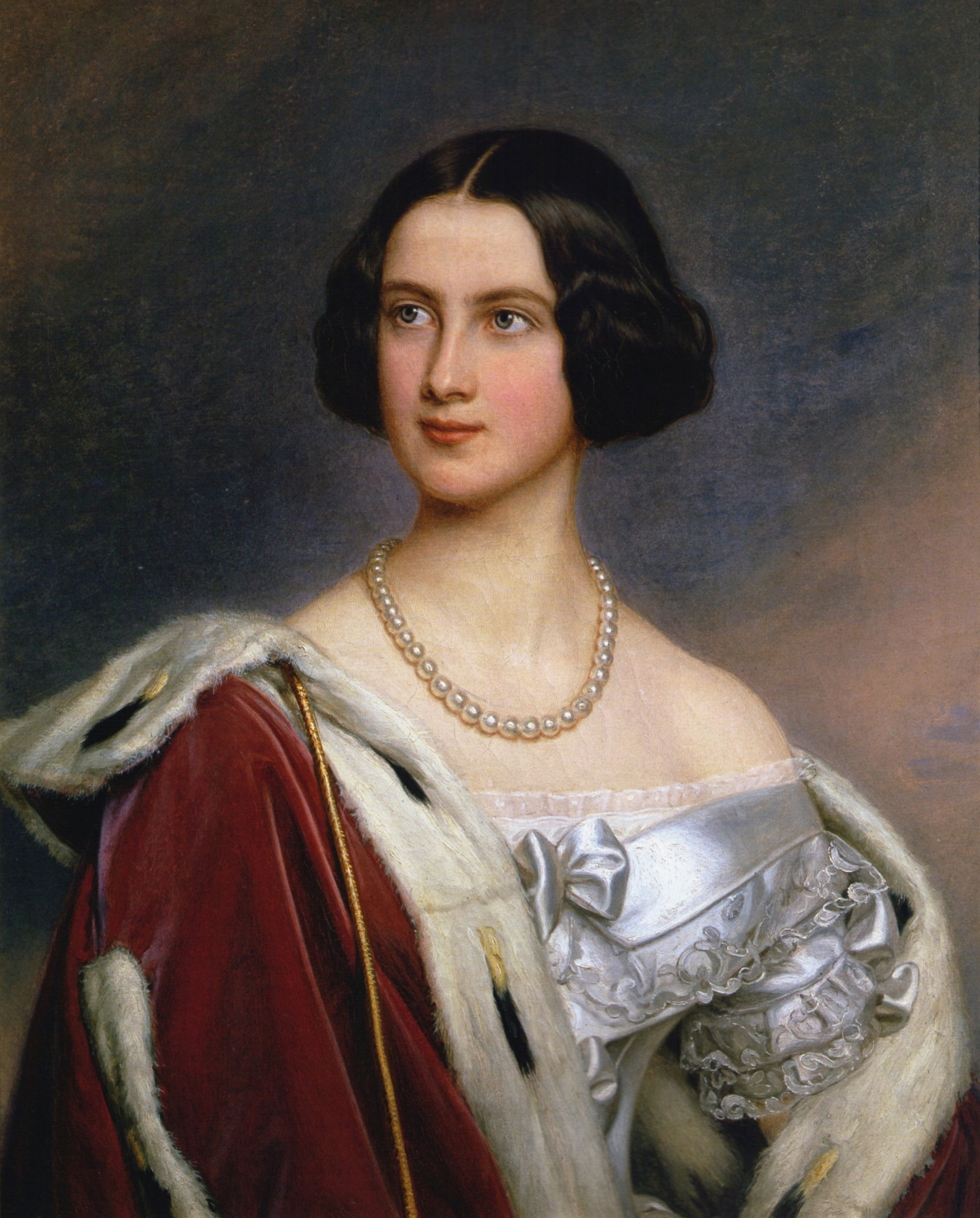
Prinses Marie van Pruisen (1825-1889), 1843
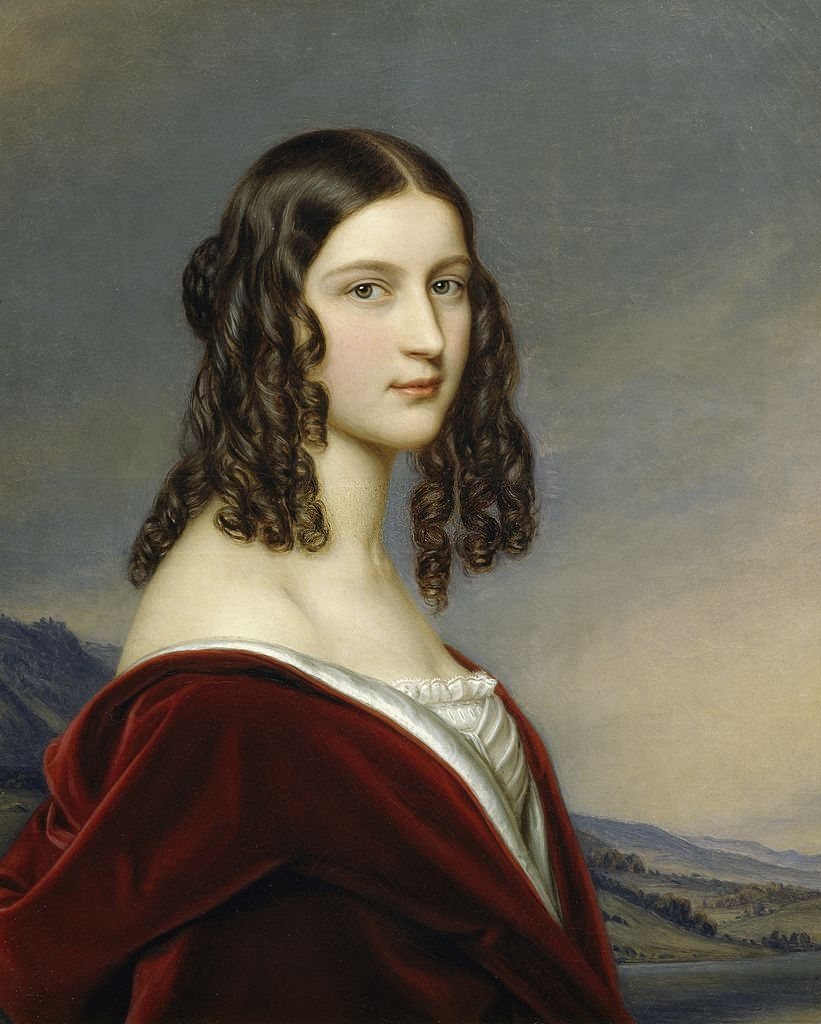
Baronesse Friederike von Gumppenberg (1823-1916), 1843
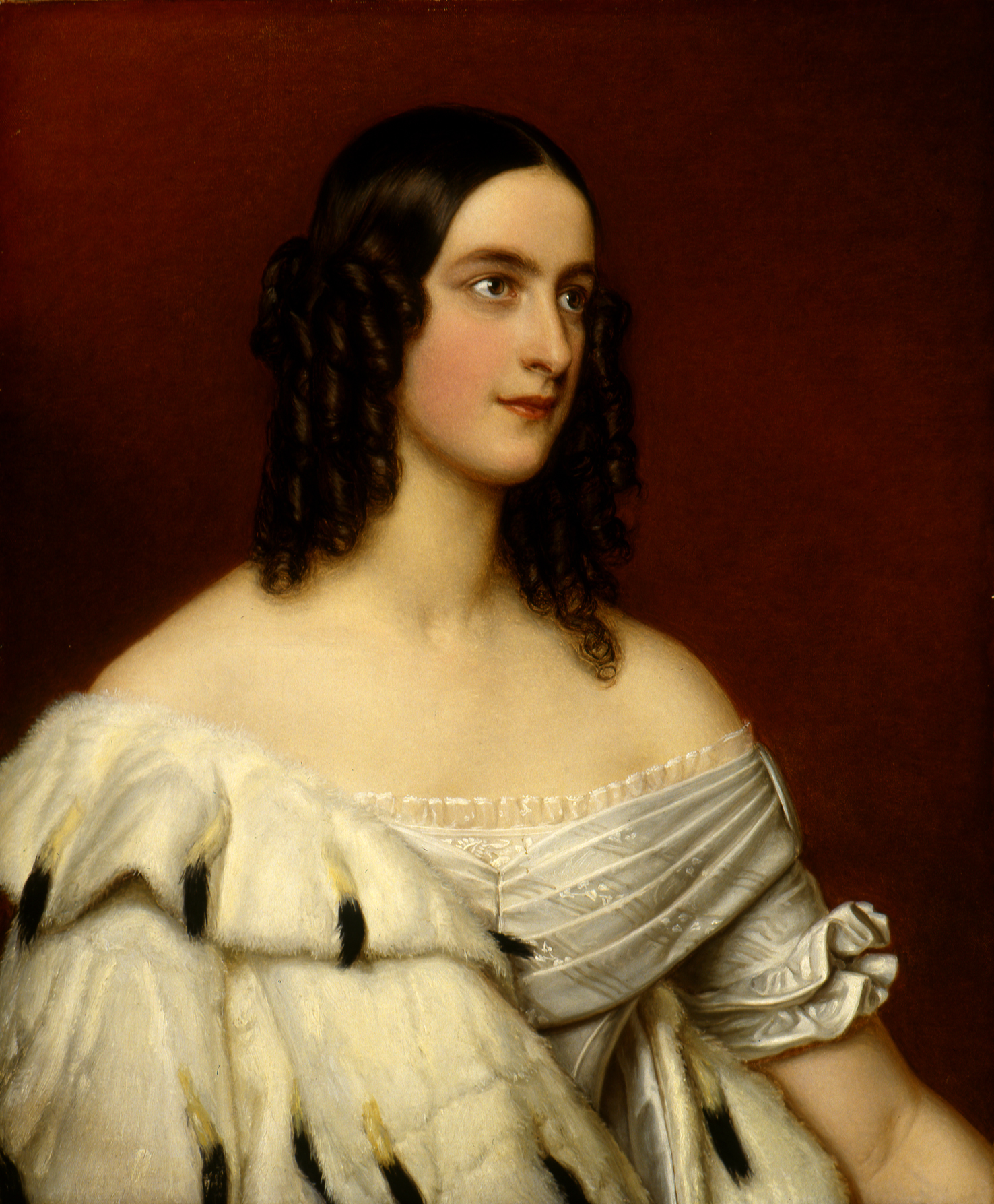
Caroline von Oettingen-Wallerstein (1824-1889), 1843
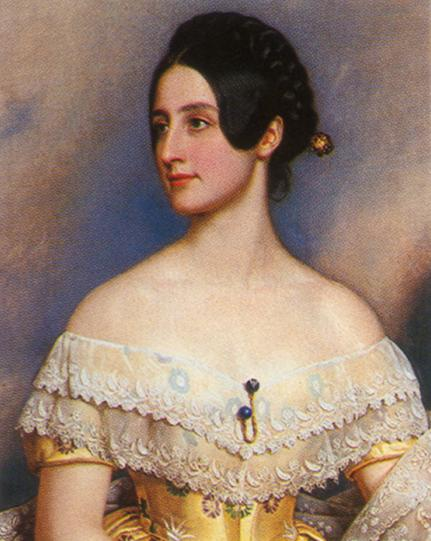
Lady Emily Milbanke (1822-1910), 1844
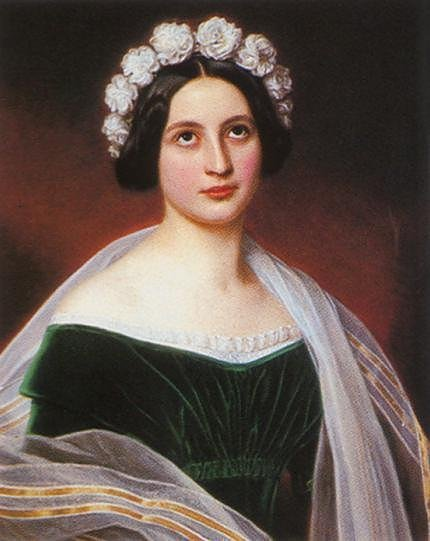
Josepha Conti (1823-1881), 1844
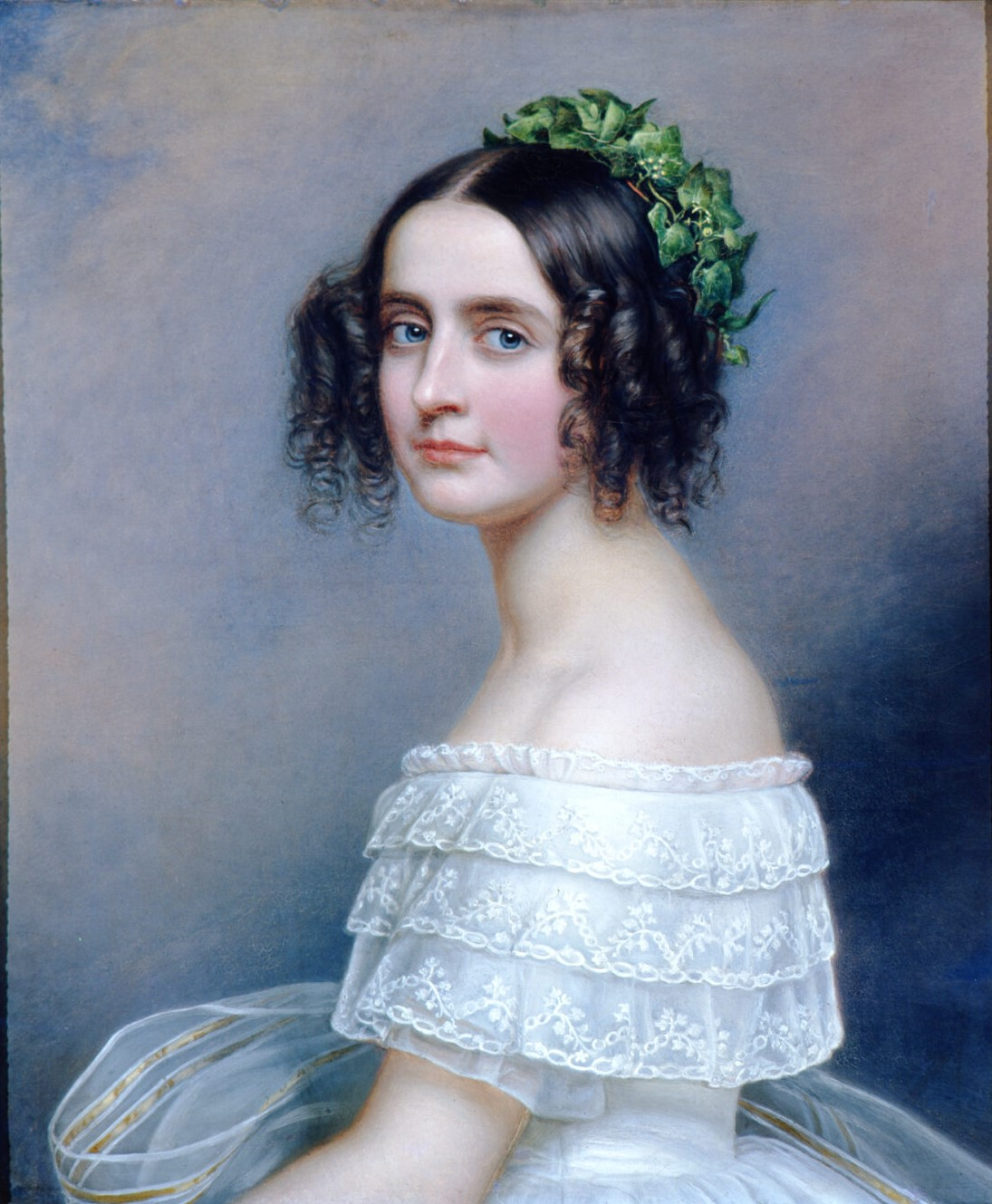
Prinses Alexandra Amalie van Beieren (1826-1875), 1845
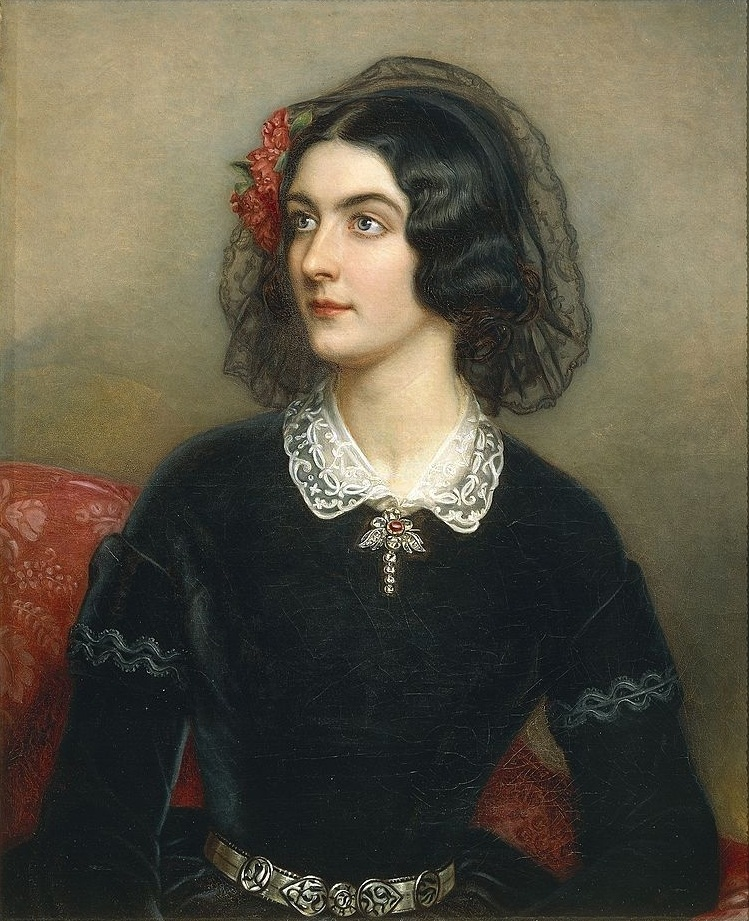
Lola Montez (1821-1867), 1847
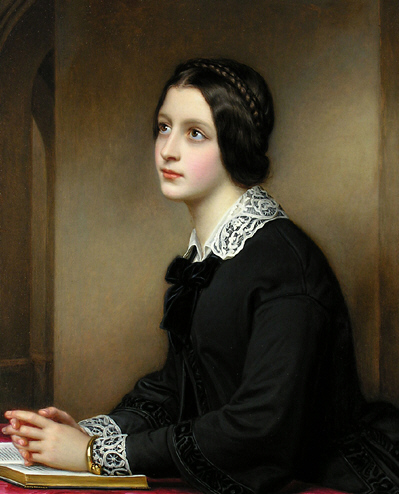
Maria Dietsch (1835-1869), 1850
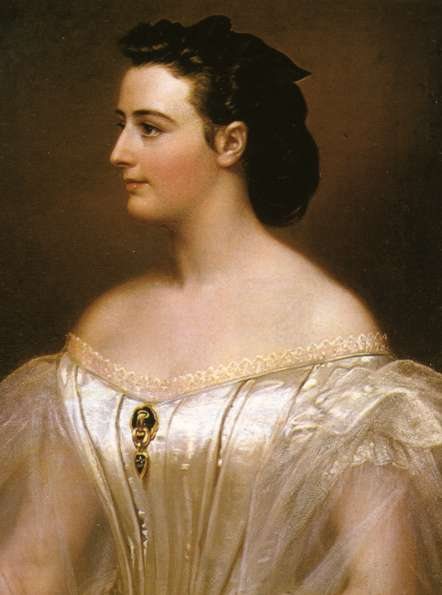
Anna von Greiner (1836-?), 1860, door Dürck
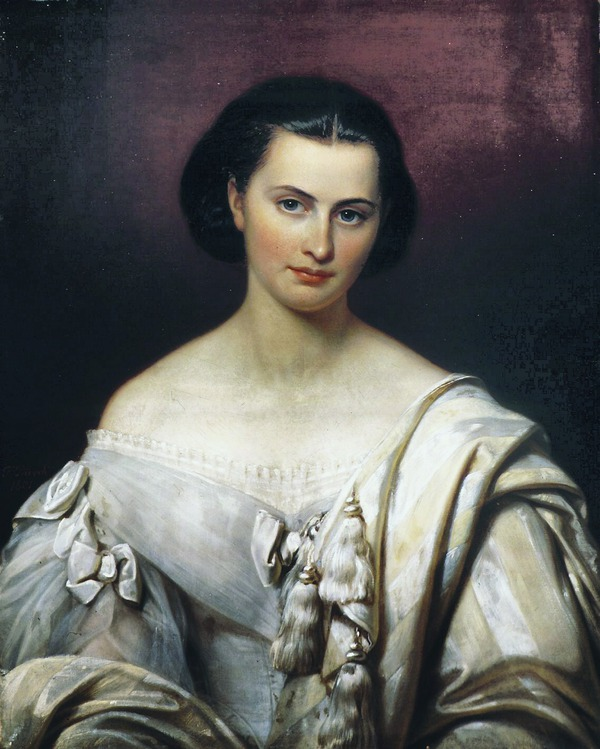
Carlotta von Breidbach-Bürresheim (1838-1920), 1863, door Dürck